# Piñán (Ecuador)

## Elevándose a 3112 metros de altitud en el corazón del Parque Nacional Cotacachi Cayapas, la Hacienda de Piñán se alza como un oasis de tradición andina. A dos días de camino de las comunidades más cercanas y a cuatro horas en auto desde Otavalo o Ibarra, Piñán ofrece una experiencia única de inmersión en la cultura y la naturaleza ecuatoriana.
Lejos del bullicio urbano, la Hacienda de Piñán invita a un viaje a través del tiempo. La Hacienda data del año 1830 y, al estar en un sector de difícil acceso, se ha limitado al avance tecnológico, manteniendo un paraíso natural.
Comunidad:
La comunidad de Piñán está compuesta por familias de trabajadores y extrabajadores. En el año 1995, estas familias recibieron como concesión dos partes de terreno:
- Un lote de 1500 hectáreas cerca de la casa de hacienda, a 3 km de distancia. Este terreno se les entregó considerando el uso de espacios públicos para el mejor desarrollo de la comunidad.
- Un terreno para extrabajadores cerca del sector de Pitura. Los extrabajadores han hecho uso del mismo y han conformado la comunidad de Guanani, lo que les ha permitido obtener una mejor organización en sus propias tierras, además de beneficios del estado.

Entorno natural:
Rodeada de un paisaje majestuoso, la Hacienda de Piñán es un paraíso para los amantes de la naturaleza. Los bosques nublados, las cascadas cristalinas y la rica biodiversidad del Parque Nacional Cotacachi Cayapas crean un escenario incomparable para la exploración y el senderismo.
Alojamiento y gastronomía:
La Hacienda de Piñán ofrece a sus visitantes una experiencia única de alojamiento en sus acogedoras cabañas andinas. La gastronomía local, elaborada con productos frescos y orgánicos, deleita al paladar con sabores auténticos.
Actividades:
Los visitantes pueden participar en diversas actividades como:
- Caminatas guiadas por los senderos del Parque Nacional.
- Observación de aves y fauna nativa.
- Talleres de cocina andina.
- Caminatas, trekking y cabalgatas hacia la laguna o hacienda Pitura.

Un viaje a la Hacienda de Piñán es una oportunidad para:
- Conectar con la esencia de la cultura ecuatoriana.
- Disfrutar de la belleza natural de Ecuador.
- Vivir una experiencia inolvidable de paz y armonía.

Datos adicionales:
- Población: Aproximadamente 200 personas.
- Actividades económicas: Agricultura, ganadería, turismo comunitario.
- Atractivos turísticos: Laguna de Piñán, bosque nublado, cascadas, mirador natural.
- Cómo llegar: A dos días de camino de las comunidades más cercanas, a cuatro horas en auto desde Otavalo o Ibarra.

Si buscas una experiencia auténtica y enriquecedora, la Hacienda de Piñán te espera con los brazos abiertos.
Para más información, puedes visitar la página web de la Hacienda de Piñán: ]

## Recomendaciones
- Se recomienda reservar con anticipación, especialmente en temporada alta.
- Llevar ropa adecuada para el clima frío y húmedo de la región.
- Llevar calzado cómodo para caminar.

## Historia de la Hacienda El Piñán
Al inicio de la república del Ecuador, en 1830 Don Modesto Larrea y Jijón, quien ostentaba el título de “Marqués de San José” había consolidado bajo su dominio un impresionante conjunto de haciendas algunas tan famosas como San José de Urcuquí. Este grupo de haciendas se ubica en la provincia de Imbabura entre las poblaciones de Urcuqui y Cotacachi y se extiende hacia el occidente hasta las estribaciones occidentales de los Andes, este complejo territorial estaba constituido por las siguientes propiedades: El Hospital, Gualaví, Piñan, Pitura, Pantavi, Chinchiví y los sitios denominados Alalog y Pulumbuera.
En 1862 se realizó la escritura de transacción y partición de bienes entre los herederos del marqués. El complejo de haciendas del Piñan y sus anexas, pasaron a manos de la hija Rosa Larrea y Caamaño, esposa del conde José Manuel Jijón y Carrión quienes administraron este complejo de haciendas hasta principios del siglo XX. 
En 1906 se realiza la repartición entre los herederos e los esposos Jijón – Larrea, entre esta fecha y 1925 la hacienda pasa por varias manos hasta que en diciembre de 1925 es adquirida por los esposos Alfonso Barba y Beatriz Larrea quienes las administran como un solo cuerpo hasta 1959 en que donan sus bienes a sus hijos. Los esposos Jijón Barba administran la hacienda hasta que la venden en 1974 el señore Segundo Solis Chamorro. Ocho años después la hacienda es transferida a la Compañía Agrícola El Piñan S.A.

## La Comunidad de Piñán
La comunidad de Piñán está conformada actualmente por 31 familias para un total aproximado de 148 personas de todas las edades, sus casas actualmente están localizadas en una extensión aproximada de 10 hectáreas contiguas a la casa de hacienda.La comunidad no cuenta con sistema de agua potable y alcantarillado. Hay una carretera construida por la Hacienda Piñán y el consejo Provincial hace algunos años de muy difícil acceso para vehículos que en 4 o 5 horas conecta con Urcuquí u Otavalo. Esta carretera atraviesa por predios de propiedad del hacendado existiendo una puerta en el sitio “el Hospital”. La hacienda y la comunidad se encuentran localizadas a una altitud de 3250 m s. n. m. en el corazón de la reserva ecológica Cotacachi Cayapas.

### Historia
Es difícil establecer GFDs de Otavalo se encuentra el del Cap. Juan Piñán Castillo, hacia 1540, ¿será acaso este el origen de los “páramos de Piñán” es decir las propiedades de unos de los primeros, si no acaso el primero, de los corregidores de Otavalo?
- Datos: Q16619324